# Florian Billant
Florian Billant, né le 7 juillet 1996 à Gravelines, est un handballeur professionnel français.
Il mesure 1,86 m et pèse 87 kg. Il joue au poste d'ailier droit pour le club de Dunkerque HGL depuis la saison 2014-2015. 

## Biographie
Originaire de Gravelines, Florian Billant intègre le centre de formation de Dunkerque HGL avant de passer professionnel au sein du club nordiste en 2014.

## Palmarès

### En club
- Finaliste de la Coupe de France en 2019

### En équipe nationale
Équipe de France junior
- médaille d'or au championnat d'Europe jeune 2014

- médaille d'or au championnat du monde junior 2015
- médaille de bronze au championnat d'Europe junior 2016
- médaille de bronze au championnat du monde junior 2017

## Statistiques
Les statistiques en championnat au 24 décembre 2020 sont :
| Saison    | Championnat | Équipe        | MJ  | Buts | 7 m | Champs |
| --------- | ----------- | ------------- | --- | ---- | --- | ------ |
| 2014-2015 | D1          | Dunkerque HGL | 5   | 1    | 0   | 1      |
| 2015-2016 | D1          | Dunkerque HGL | 17  | 40   | 0   | 40     |
| 2016-2017 | D1          | Dunkerque HGL | 25  | 55   | 0   | 55     |
| 2017-2018 | D1          | Dunkerque HGL | 24  | 54   | 3   | 51     |
| 2018-2019 | D1          | Dunkerque HGL | 25  | 79   | 21  | 58     |
| 2019-2020 | D1          | Dunkerque HGL | 18  | 44   | 14  | 30     |
| 2020-2021 | D1          | Dunkerque HGL | 7   | 15   | 1   | 14     |
| Total     | Total       | Total         | 121 | 288  | 39  | 249    |